# 물첸
물첸(스페인어: Mulchén)은 칠레 비오비오주 비오비오현의 코무나이다.